# 圣米凯莱-迪塞里诺
圣米凯莱-迪塞里诺（義大利語：San Michele di Serino），是意大利阿韦利诺省的一个市镇。总面积4平方公里，人口2579人，人口密度644.8人/平方公里（2009年）。ISTAT代码为064084。